# Sân bay quốc tế Dương Châu Thái Châu
Sân bay Dương Châu Thái Châu (tiếng Trung: 扬州泰州机场) (IATA: YTY, ICAO: ZSYA) thường viết tắt Sân bay Dương Thái (扬泰机场) là sân bay phục vụ hai thành phố Dương Châu và Thái Châu, tỉnh Giang Tô, Trung Quốc. Sân bay hoàn thành năm 2012. Sân bay nằm ở trấn Đinh Câu của khu Giang Đô thuộc Dương Châu, cách 30 km từ trung tâm của Dương Châu và 20 km từ Thái Châu. Một thành phố lớn khác là Trấn Giang, cũng ở gần sân bay, cách biệt qua sông Dương Tử.
Sân bay này được cùng xây dựng và thuộc sở hữu chung của các thành phố Dương Châu (80% cổ phần) và Thái Châu (20% thị phần), với tổng vốn đầu tư 2 tỷ 082 triệu nhân dân tệ. Sân bay được mở cửa vào ngày 7 tháng năm 2012. Ban đầu nó được gọi là Sân bay Tô Trung Giang Đỗ (tiếng Trung Quốc: 苏中江都机场) nhưng đã được đổi tên thành trong tháng 11 năm 2011 để phản ánh tên của các thành phố chính nó phục vụ.

## Các hãng hàng không và điểm đến
| Hãng hàng không         | Các điểm đến                                     |
| ----------------------- | ------------------------------------------------ |
| Air China               | Bắc Kinh-Thủ Đô                                  |
| China Southern Airlines | Trường Sa-Hoàng Hoa, Đại Liên, Quảng Châu        |
| Hainan Airlines         | Cáp Nhĩ Tân, Tam Á                               |
| Shenzhen Airlines       | Côn Minh, Thẩm Dương, Thâm Quyến, Hạ Môn, Tây An |
| Sichuan Airlines        | Thành Đô                                         |